# Boscarla de Blyth
La boscarla de Blyth, boscarla de matollar, boscarla dels matolls o buscarla dels matolls a les illes o xitxarra dels matolls al País Valencià (Acrocephalus dumetorum) és una espècie d'ocell de la família dels acrocefàlids (Acrocephalidae), dins l'ordre dels passeriformes. L'hàbitat el diferencia d'altres boscarles, ja que no freqüenta els canyars ni l'exuberant vegetació dels pantans. Es considera una espècie monotípica.
El seu estat de conservació es considera de risc mínim.

## Morfologia
- És una boscarla mitjana, que fa 12.5 - 14 cm de llargària.
- El plomatge és marró per sobre i clar per sota, sense ratlles.
- Els sexes són molt semblants.
- Els joves són més grocs per sota que no els adults.

## Hàbitat i distribució
Aquesta petita au viu als matolls, sovint prop de l'aigua, però no es troba en els pantans.
Habita en zones temperades d'Àsia i Europa oriental. És una au migratòria, que hiverna a l'Índia i Sri Lanka. A l'Europa occidental es considera un divagant rar, i la presència als Països Catalans és esporàdica.

## Reproducció
A l'època de cria, la millor manera d'identificar-lo és el cant, lent i repetitiu.
Fa el niu en un arbust, on pon 4 - 6 ous.

## Alimentació
Com la majoria de les boscarles són insectívors, però també menja material vegetal, incloent baies.